# Island Shangri-La
La Island Shangri-La è un grattacielo situato Hong Kong, che ospita un hotel a cinque stelle della catena Shangri-La Hotels and Resorts. Alto 213 metri e con 57 piani, è stato inaugurato a marzo 1991.